# Benedek Lajos (esperes)
Benedek Lajos (Solt, 1799. augusztus 18. – Hajdúböszörmény, 1867. november 16.) esperes.

## Élete
1808-tól Debrecenben végezte tanulmányait, 1821-ben a német nyelv tanulása miatt a Szepességre ment. Egy évvel később gimnáziumi igazgatóvá nevezték ki Hajdúböszörményben, az 1825–26. tanévet Bécsben töltötte. 1826-tól Tiszalökön volt lelkész, majd 1828-tól Hajdúböszörményben segédlelkész, 1831-től pedig lelkész. 1841-ben helyettes, majd 1842-ben rendes esperessé választotta meg az alsószabolcs-hajdúvidéki egyházmegye.

## Munkái
- Egyházi beszéd az év első napjára. Debreczen, 1829.
- Prédikáczió I. Ferencz császár országlása 40 éves betöltével. Uo. 1832.
- Halotti könyörgés és elmélkedés. Uo. 1855. (Gyászünnepély Szoboszlay Papp István felett című munkában.)
- Carmen honoribus dni Stephani Nagy, pastoris ecclesiae H.-Böszörmény. Debreczini, 1823.
- Siralom és vigasztalás szavai. Uo. 1858. (A hajdú-böszörményi 1858. ápr. 22. tűzvész alkalmával áldozatúl esett halottak fölött.)
- Templomi tanítás a jótételről. Uo. 1858.
- Egyházi beszéd az év első napján. Uo. 1859.